# Bjørnar Andresen
Bjørnar Andresen (* 1. April 1945; † 2. Oktober 2004) war ein norwegischer Jazz-Musiker (Bass, Gitarre, Banjo).

## Leben und Wirken
Andresen gründete mit dem Pianisten Svein Finnerud die Free-Jazz-Formation Finnerud Trio, das von 1967 bis 1974 bestand und von der Musik Paul Bleys, Kent Carters und George Russells Jazztheorien inspiriert war.  Mit Terje Rypdal und Espen Rud nahm er 1970 das Album Min bul ein. Ab den 1980er Jahren arbeitete er mit Nils Økland. Kurz vor Finneruds Tod entstand 1999 das Trioalbum Egne Hoder.
Es folgten Bandprojekte mit Jon Eberson und Paal Nilssen-Love (Mind the Gap 2004), mit Jon Klettes Formation Jazzmob (Pathfinder 2003). Er spielte Anfang der 2000er Jahre mit Thomas Strønen und Vidar Johansen im Trio Bayashi; mit Bugge Wesseltoft und Paal Nilssen-Love im Trio Samsa'ra; ferner arbeitete er mit Jon Eberson, Terje Rypdal und Espen Rud. In Erinnerung an ihn spielte das Crimetime Orchestra drei Wochen nach seinem Tod das Album Life Is a Beautiful Monster ein, an dem u. a. auch Jon Klette und Ingebrigt Håker Flaten mitwirkten.

## Diskographische Hinweise
- Svein Finnerud Trio (1968)
- Svein Finnerud Trio:  Plastic Sun (Sonet Records, 1970)
- Finnerud Trio: Travel Pillow (Prisma, 1994)
- Bjørnar Andresen / Svein Finnerud / Paal Nilssen-Love: Egne Hoder (BP, 2000)
- Jon Eberson / Bjørnar Andresen / Paal Nilssen-Love: Mind The Gap (Curling Leg, 2001)
- Bayashi: Help Is On Its Way (Ayler, 2001)
- Samsa'ra: Samsa'ra (Jazzland Recordings, 2003)
- Terje Rypdal, Bjørnar Andresen, Espen Rud: Min Bul